# Клетцин

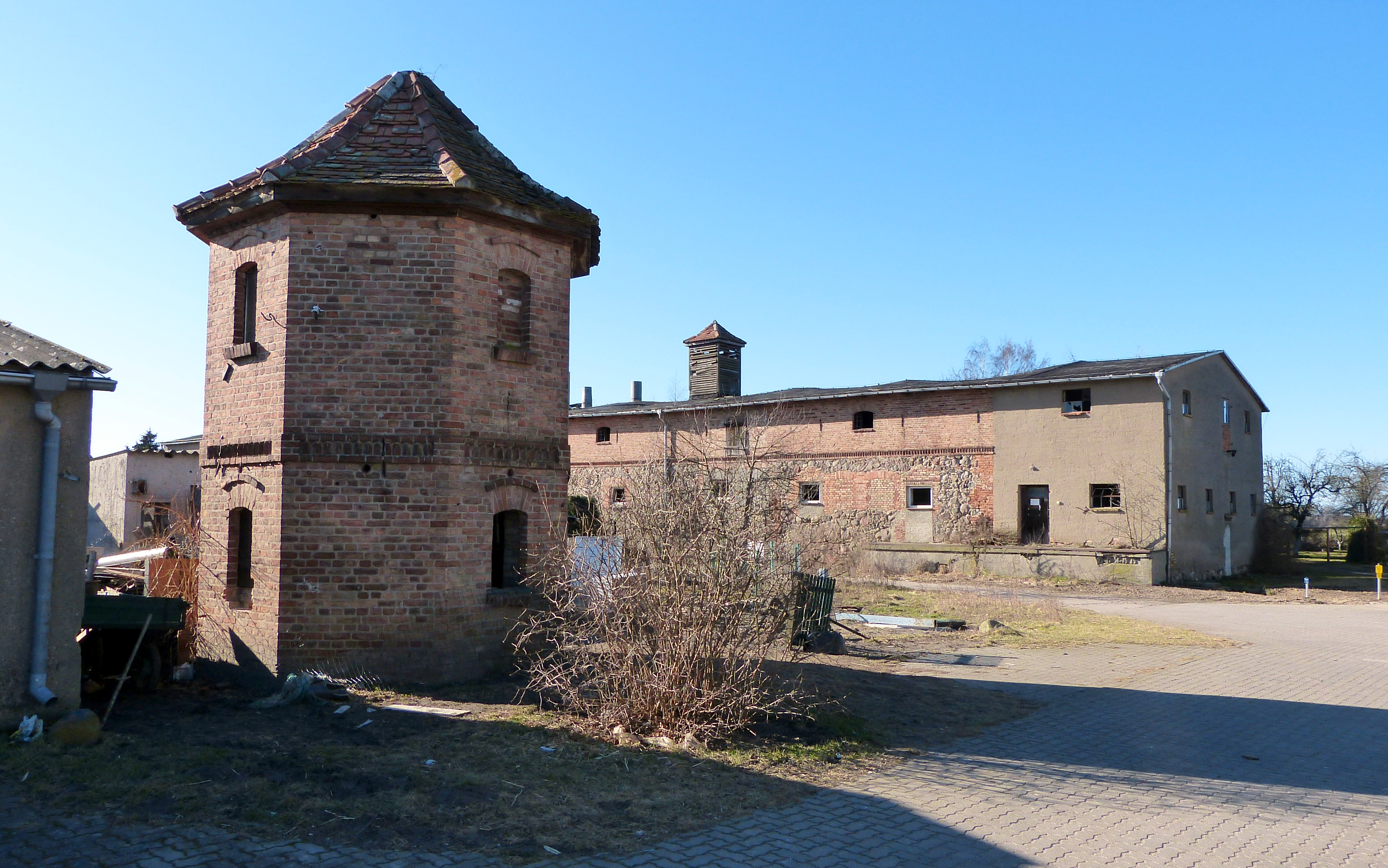
Клетцин, 2012 г.

Клетцин (нем. Kletzin) — община в Германии, в земле Мекленбург-Передняя Померания.
Входит в состав района Деммин. Подчиняется управлению Деммин-Ланд.  Население составляет 791 человек (на 31 декабря 2010 года). Занимает площадь 27,27 км².
Коммуна подразделяется на 4 сельских округа.